# 강인희 (요리 연구가)
강인희(1919년 3월 1일 ~ 2001년 1월 20일)는 한국의 요리 연구가이며 교육자이다. 특히 반가 음식 분야의 일인자로 한국요리발전에 기여한 공로로 1984년 국민훈장 목련장을 수상했다.

## 생애
1919년 충청남도 예산에서 태어났다. 배화여자고등학교와 일본 스가모 여자대학을 졸업하였다. 흥인군 이최응 종부 김정규 여사와 순정효황후의 올케 조면순 여사에게 반가음식을 사사했다.
공주사범대학, 동아대학교 ,명지대학교 대학 교수를 역임하고 1987년 정년 퇴임했다. 퇴임 이후 한국의 맛 연구소 (한국의 맛 연구회 전신)를 설립하고 많은 후학을 양성하였다.

## 주요 저서
- 〈한국식생활사〉 삼영사 (1978)
- 〈한국식생활풍속〉 삼영사 (1984)
- 〈한국의 맛〉 대한교과서주식회사 (1987)
- 〈한국인의 보양식〉 대한교과서주식회사 (1992)
- 〈떡잔치〉 (전통문화그림책시리즈) 보림 (1995)
- 〈Essen in Korea〉 대한교과서주식회사 (1997)
- 〈한국의 떡과 과줄〉 대한교과서주식회사 (1997)
- 〈한국의 상차림〉 효일문화사 (1999)